# 義禁府
義禁府（의금부），高麗王朝時所設立。是高麗王朝及朝鮮王朝的調查機構，隷属兵曹。義禁府結合了檢察調查、法院審判、國家安全及監獄之職能。主要是對危險罪犯和动摇國家的叛亂分子作出拷問及審判。並負責調查與國家叛亂有關的案件。每次黨爭失败一方也送交义禁府。
之後被韓國大檢察廳與大法院所取代。